# Merci Patron !
Merci Patron ! (en español, ¡Gracias, jefe!) es una película documental francesa dirigida por el periodista François Ruffin. El documental critica la deslocalización de empresas francesas a países con mano de obra más barata y, en particular, critica a una de las personas más ricas de Francia, Bernard Arnault, presidente y CEO de la multinacional LVMH. El éxito del documental se ha citado como uno de los factores del surgimiento del movimiento Nuit debout.
Se ha destacado reiteradamente el estilo comprometido del documental, al estilo de los de Michael Moore y las películas de Luc Moullet.  Fue calificado como «documental comedia», y también como «documental de intervención».

## Sinopsis
Los Klur, matrimonio (Jocelyn y Serge) y un hijo (Jérémy), son una familia de Poix-du-Nord, cerca de Valenciennes. El matrimonio trabajaba en una empresa que fabricaba ropa para Kenzo, pero la deslocalización ha llevado la industria a Polonia. Se han quedado en paro los dos, con deudas y con posibilidades de perder su casa.
Pero entonces conocen al periodista François Ruffin, fundador y redactor jefe del periódico alternativo de izquierdas Fakir, y juntos deciden iniciar una lucha por ver reconocidos sus derechos en la junta general de LVMH, su antigua empleadora, presidida por Bernard Arnault. Contarán con la ayuda de personajes como un inspector de Hacienda belga, una monja ex representante sindical de la CGT y antiguos vendedores de la Samaritaine.

## Reparto
Todos los intérpretes actúan como ellos mismos:
- Familia Klur : Jocelyn y Serge, matrimonio despedido, y su hijo Jérémy
- François Ruffin : periodista, fundador y redactor jefe de Fakir, director de la película
- Bernard Arnault : cofundador, presidente y director ejecutivo de LVMH
- Marie-Hélène Bourlard : monja ex delegada de la GGT
- François Chérèque : sindicalista francés (metraje de archivo)
- François Hollande : ex Presidente de la República francesa (metraje de archivo)
- Marc-Antoine Jamet : hombre de negocios y político francés del Partido Socialista
- Jean-Luc Mélenchon : político francés, fundador de Francia Insumisa (metraje de archivo)
- Marco van Hees : inspector de Hacienda belga y político del Partido del Trabajo de Bélgica

## Producción
Ruffin decidió contar con la productora Mil et Un Productions y la distribuidora Jour2Fête para la película. El proyecto se presentó al Centro Nacional del Cine y la Imagen Animada, organismo público del Ministerio de Cultura que se dedica a promover y ayudar a la industria audiovisual francesa. Pero por primera vez en 15 años de existencia de la productora, el organismo les denegó una solicitud y no aprobó la ayuda de 80 000 € que pedían. La financiación finalmente se consiguió a través de la Association Fakir, agrupación de lectores del periódico de Ruffin, y de una campaña de financiación participativa vía Ulule con la que se consiguió más de 21 000 €, sobre los 15 000 pedidos inicialmente para terminar la posproducción de la película.
El título del documental se tomó de Merci Patron!, canción humorística de 1971 grabada por el grupo Les Charlots.

## Recepción
Antes de la salida nacional de la película, François Ruffin organizó una gira de una treintena de proyecciones en toda Francia para presentar él mismo su película.
La película se estrenó en unas cuarenta salas, en Francia, el 23 de febrero de 2016; 5 semanas más tarde, el 4 de abril, se proyectaba en doscientas cincuenta salas y llevaba vendidas más de 220 000 entradas. Teniendo en cuenta que, para los distribuidores, si un documental alcanza las 50 000 entradas vendidas ya es todo un éxito, se trató de un éxito extraordinario. En mayo del mismo año ya llevaba más de 430 000 entradas vendidas y fueron vendidos los derechos de reproducción a diversos países como Bélgica, Suiza, Países Bajos, Canadá y España.
La crítica también recibió muy bien el documental: Jacques Mandelbaum de Le Monde comentaba «François Ruffin firma una de las obras maestras del género. La historia puede parecer simplista, pero enseguida acelera tanto que marea» y le otorgó una valoración de 5 sobre 5; y Damien Leblanc en Première afirmó «El director presenta a sus personajes en peligro, pero demuestra que un documental social, aunque real, puede tener unos personajes y un toque muy cómico», y le dio una valoración de 4 sobre 5.

## Premios y nominaciones
La película ganó el César al mejor documental en la edición de los Premios César de 2017.
En los Premios Lumières edición de 2017, también fue nominado para el Lumière al mejor documental, pero ganó el premio Voyage à travers le cinéma français.